# Квазіпраліси Білоославського лісництва
Квазіпраліси Білоославського лісництва — пралісова пам'ятка природи місцевого значення. Об'єкт розташований на території Надвірнянського району Івано-Франківської області, ДП «Делятинське лісове господарство», Білоославське лісництво, квартал 25, виділи 15, 16; квартал 30, виділи 1, 4, 13; квартал 31, виділ 13; квартал 48, виділи 10, 14.
Площа — 107,4 га, статус отриманий у 2020 році.